# Грифінський повіт
Грифінський повіт (пол. powiat gryfiński) — один з 18 земських повітів Західнопоморського воєводства Польщі.
Утворений 1 січня 1999 року в результаті адміністративної реформи.

## Загальні дані
Повіт знаходиться у південно-західній частині воєводства.
Адміністративний центр — місто Грифіно.
Станом на 1.01.2008 населення становить 83 028 осіб, площа 1869,11 км².
На терени повіту були депортовані 1964 українці з українських етнічних територій у 1947 році (т. з. акція «Вісла»).

## Географія
Річки: Кужиця, Тива, Стуб'я. 
Демографічні дані повіту станом на 30.06.2005:
|       | Всього | Всього | Жінки  | Жінки | Чоловіки | Чоловіки |
| ----- | ------ | ------ | ------ | ----- | -------- | -------- |
|       | осіб   | %      | осіб   | %     | осіб     | %        |
| Повіт | 82 869 | 100    | 41 742 | 50,4  | 41 127   | 49,6     |
| Міста | 37 971 | 100    | 19 503 | 51,4  | 18 468   | 48,6     |
| Села  | 44 898 | 100    | 22 239 | 49,5  | 22 659   | 50,5     |